# Saint-Pierre-Brouck
Saint-Pierre-Brouck, westflämisch Sint-Pieters-Broek, ist eine französische Gemeinde im Département Nord in der Region Hauts-de-France. Sie gehört zum Arrondissement Dunkerque und zum Kanton Grande-Synthe.  Die Bewohner nennen sich Saint-Pierrebrouckois.

## Geografie
Die Gemeinde Saint-Pierre-Brouck liegt knapp über dem Niveau des Meeresspiegels in Französisch-Flandern, 18 Kilometer südwestlich von Dünkirchen. Sie grenzt im Norden an Bourbourg, im Osten an Cappelle-Brouck, im Süden an Holque, im Südwesten an Ruminghem und im Westen an Sainte-Marie-Kerque. Im Westen bildet der Fluss Aa die Grenze zum Département Pas-de-Calais.

## Bevölkerungsentwicklung
| Jahr                       | 1962 | 1968 | 1975 | 1982 | 1990 | 1999 | 2011 | 2021 |
| Einwohner                  | 733  | 729  | 703  | 867  | 814  | 811  | 1017 | 984  |
| Quellen: Cassini und INSEE |      |      |      |      |      |      |      |      |

## Sehenswürdigkeiten
- Kirche Saint-Pierre
- Grabplatte für Alexandre de Timmaker in der Kirche St-Pierre-aux-Liens

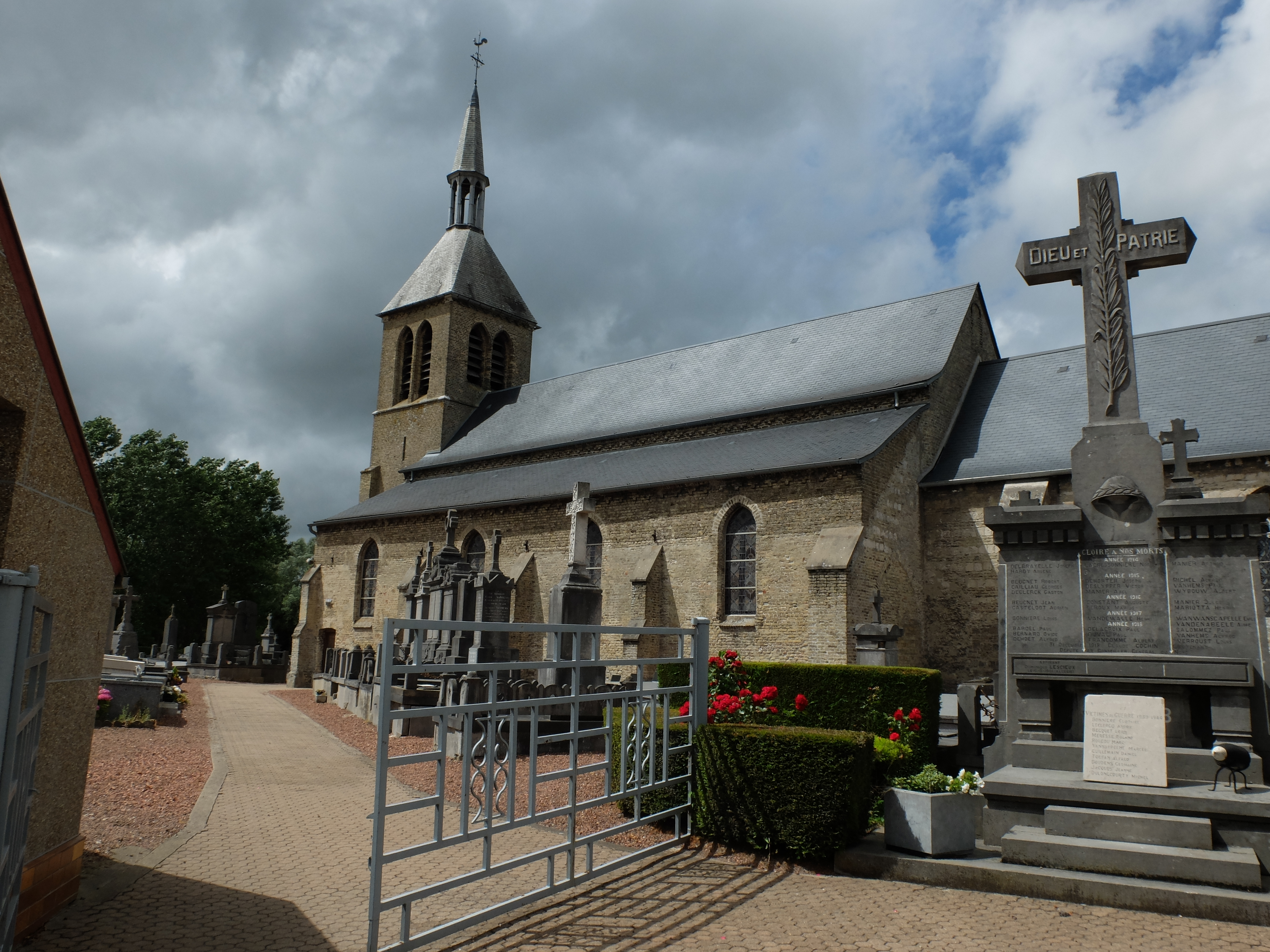
Kirche Saint-Pierre
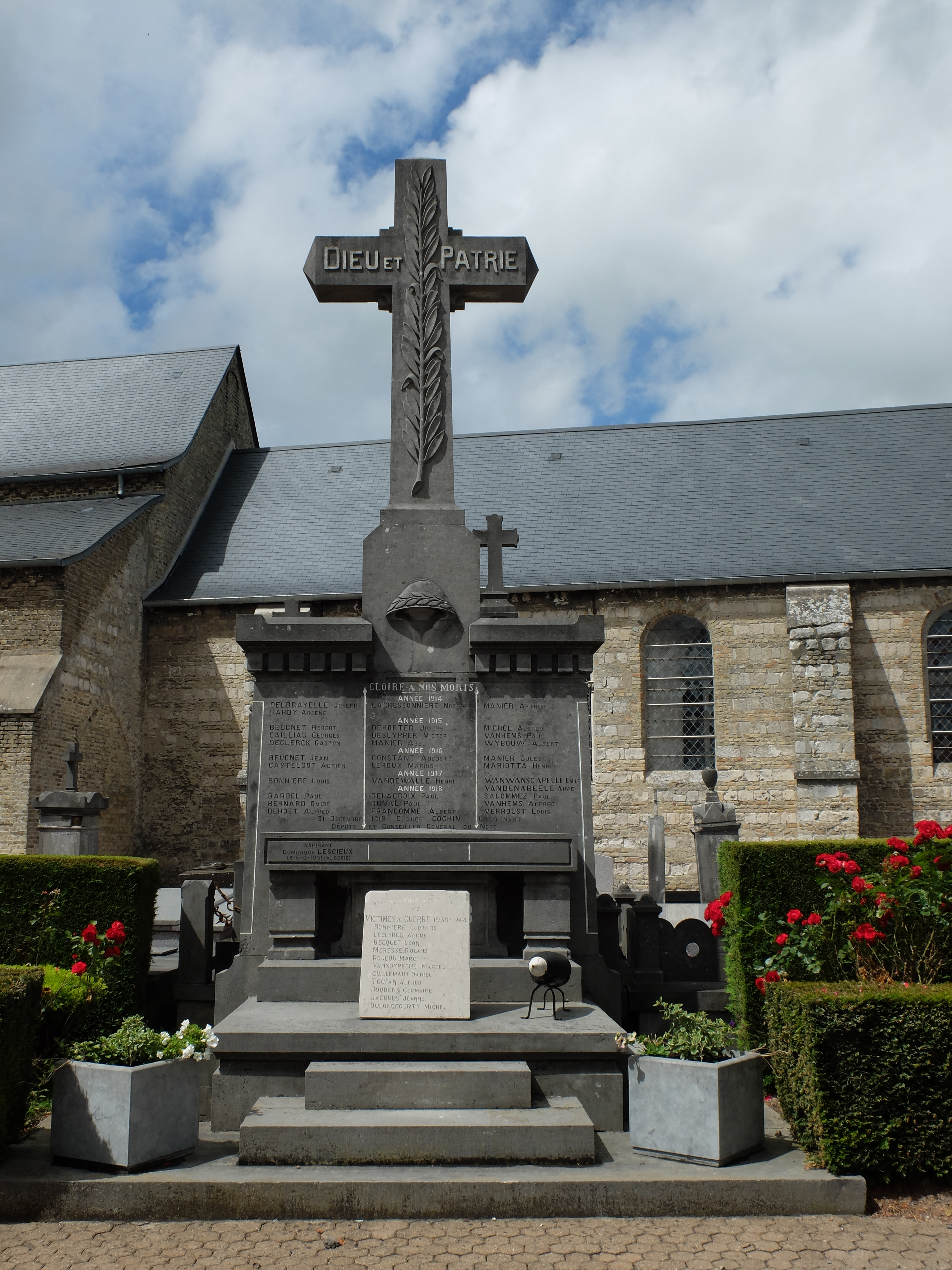
Gefallenendenkmal

## Persönlichkeiten
- Henry Cochin (1854–1926), Politiker und zeitweise Bürgermeister von Saint-Pierre-Brouck